# Niulakita
Niulakita est une île des Tuvalu, un État-archipel d'Océanie.
Niualika est l'île la plus méridionale des Tuvalu, l'île de Nukulaelae et l'atoll de Funafuti se trouvant au nord. Il s'agit d'un atoll, constitué d'une seule île avec un ancien lagon asséché.
Avec une superficie de 0,42 km2, c'est la plus petite île du pays. C'est aussi la moins peuplée, avec 35 habitants en 2005 (l'île n'est habitée que depuis la Seconde Guerre mondiale ; en 1949, elle accueillit des émigrants en provenance de Niutao, surpeuplée). 
Le point le plus élevé de Niulakita est un lieu sans nom, à 4,6 m d'altitude, ce qui en fait le point culminant du pays. C'est le plus petit point culminant national au monde, depuis qu'en 2013 celui des Maldives a été réévalué de 2,4 à 5,1 m.